# 1888 في الولايات المتحدة
فيما يلي قوائم الأحداث التي وقعت خلال عام 1888 في الولايات المتحدة.

## سياسة

### تعيين في المنصب
- 29 مايو – رويال جيم تافت حاكم رود آيلاند [الإنجليزية]‏.
- 8 أكتوبر – ميلفيل فولر رئيس المحكمة العليا للولايات المتحدة.

### انتهاء فترة المنصب
- 23 مارس – موريسون ويت رئيس المحكمة العليا للولايات المتحدة.

## ظهور
- 1 يناير – آرمور
- 1 يناير – ناشونال جيوغرافيك

## كتب
من الكتب التي صدرت هذه السنة في الولايات المتحدة:
- 1 يناير – العقيدة السرية من تأليف هيلينا بتروفنا بلافاتسكي.
- 1 يناير – النظر إلى الماضي من تأليف إدوارد بيلامي.

## مواليد

### يناير
- 11 يناير – غوستاف إف توتشارد لاعب كرة مضرب أمريكي.
- 19 يناير – كلارنس غريفين لاعب كرة مضرب من الولايات المتحدة.
- 28 يناير – لويس مورديل[1]
- 30 يناير – جون بريستون بوكانان سياسي من الولايات المتحدة الأمريكية.

### فبراير
- 8 فبراير – أد وولجاست ملاكم من الولايات المتحدة الأمريكية.[2]
- 25 فبراير – جون فوستر دالاس سياسي أمريكي.[3]

### مارس
- 10 مارس – بالدوين كوك ممثل أمريكي.[4]
- 17 مارس – نوجينت سلوتر

### أبريل
- 13 أبريل – جون هايز هاموند[5]
- 22 أبريل – إدموند جاكوبسون[6]
- 29 أبريل – مايكل هايدلبرغر[7]
- 30 أبريل – جون كرو رانسوم شاعر أمريكي.[8]

### مايو
- 5 مايو – أليس هاول ممثلة أمريكية.[9]
- 11 مايو – ويليس لي
- 19 مايو – كلاي كليمنت ممثل من الولايات المتحدة الأمريكية.[10]
- 31 مايو – جاك هولت[11]

### يونيو
- 16 يونيو – وليام بي ديفيدسون ممثل من الولايات المتحدة الأمريكية.
- 23 يونيو – واو ريان دافي سياسي أمريكي.[12]
- 25 يونيو – تود روبنز[13]

### يوليو
- 5 يوليو – هربرت سبنسر غاسر[14]
- 14 يوليو – جون تيودور بوتشولز عالم نبات أمريكي.
- 16 يوليو – جو جاكسون الحافي لاعب بيسبول أمريكي.
- 23 يوليو – رايموند تشاندلر[15]
- 31 يوليو – جد جونسون سياسي أمريكي.[16]

### أغسطس
- 14 أغسطس – إدوارد نولان[17]
- 25 أغسطس – جورج شيب ملاكم من الولايات المتحدة الأمريكية.

### سبتمبر
- 6 سبتمبر – جوزيف كينيدي الأب[18]
- 19 سبتمبر – بورتر هول[19]
- 26 سبتمبر – ت. س. إليوت شاعر.[20]
- 26 سبتمبر – جيمس فرانك دوبي كاتب أمريكي.[21]

### أكتوبر
- 3 أكتوبر – ويد بوتلر ممثل من الولايات المتحدة الأمريكية.[22]
- 7 أكتوبر – سارجنت كلود جونسون فنان أمريكي.[23]
- 7 أكتوبر – هنري أغارد ولاس سياسي من الولايات المتحدة الأمريكية.[24]
- 9 أكتوبر – إيرفينغ كامينغز[25]
- 15 أكتوبر – بول هيرست[26]
- 16 أكتوبر – أوجين أونيل[27]
- 25 أكتوبر – ريتشارد إيفلين بيرد[28]
- 25 أكتوبر – ليستر كونيو ممثل أمريكي.

### نوفمبر
- 1 نوفمبر – باكي مكفارلاند ملاكم من الولايات المتحدة الأمريكية.
- 17 نوفمبر – جوستين ميلر قاضي من الولايات المتحدة الأمريكية.[29]
- 18 نوفمبر – فرانسيز ماريون[30]
- 24 نوفمبر – ديل كارنيجي[31]
- 26 نوفمبر – وليام لينكولن بيكويل

### ديسمبر
- 7 ديسمبر – هاميلتون فيش الثالث سياسي أمريكي.[32]
- 15 ديسمبر – وليام جودسون هولواي سياسي أمريكي.[33]
- 22 ديسمبر – لوسيان هاوبرد[34]

## وفيات

### يناير
- 30 يناير – آزا غراي (مواليد 1810) عالم نبات أمريكي.[35]

### فبراير
- 11 فبراير – ويليام كيلي (مواليد 1811) مخترع من الولايات المتحدة الأمريكية.[36]

### مارس
- 4 مارس – أموس برنسون ألكوت (مواليد 1799)[37]
- 6 مارس – لويزا ماي ألكوت (مواليد 1832) روائية أمريكية.[38]
- 12 مارس – هنري بيرغ (مواليد 1811) دبلوماسي من الولايات المتحدة الأمريكية.[39]
- 23 مارس – موريسون ويت (مواليد 1816) سياسي أمريكي.[40]
- 24 مارس – جون تومسون هوفمان (مواليد 1828) سياسي أمريكي.[41]

### أبريل
- 18 أبريل – كورنيليوس ريا أغنيو (مواليد 1830)[42]

### أغسطس
- 5 أغسطس – فيليب شيريدان (مواليد 1831) سياسي أمريكي.[43]
- 16 أغسطس – جون ستيث بمبرتون (مواليد 1831)[44]